# Krzysztof Waliszewski
Krzysztof Mariusz Waliszewski (ur. 28 kwietnia 1981) – polski ekonomista, doktor habilitowany nauk ekonomicznych. Profesor uczelni w Katedrze Pieniądza i Bankowości Instytutu Finansów Uniwersytetu Ekonomicznego w Poznaniu. 

## Życiorys
Absolwent II Liceum Ogólnokształcącego w Koninie. Stopień doktorski uzyskał w 2009 na podstawie pracy pt. Związki kapitałowe banków i pośredników kredytowych na tle rozwoju rynku consumer finance w Polsce, przygotowanej pod kierunkiem prof. Alfreda Janca. Habilitował się w 2017 na podstawie dorobku naukowego i publikacji pt. Model doradztwa w obszarze finansów osobistych w Polsce na tle doświadczeń międzynarodowych.
W pracy badawczej i publikacjach koncentruje się na takich zagadnieniach jak: consumer finance, rynek pożyczek pozabankowych, finanse osobiste, bankowość, instytucje parabankowe i shadow banking, unia bankowa, unia rynków kapitałowych, społeczna odpowiedzialność instytucji finansowych, finanse gospodarstw domowych, pośrednictwo finansowe, ekonomika gospodarstwa domowego i konsumpcji, planowanie finansowe, pośrednictwo kredytowe, pośrednictwo i doradztwo finansowe oraz zarządzanie gospodarstwem domowym.
Jest członkiem Polskiego Stowarzyszenia Finansów i Bankowości oraz Komitetu Nauk o Finansach PAN (członek prezydium na lata 2020–2023, zastępca przewodniczącego na lata 2024-2027). Ponadto był współpracownikiem Europejskiej Akademii Planowania Finansowego, Europejskiej Federacji Doradców Finansowych EFFP Polska oraz Konferencji Przedsiębiorstw Finansowych w Polsce. Należy także do rady redakcyjnej kwartalnika naukowego „e-Finanse”. 
Członek Editorial Review Board dwóch czasopism międzynarodowych: „Oeconomia Copernicana” i „Equilibrium. Quarterly Journal of Economics and Economic Policy”. Od kwietnia 2022 r. członek rady doradczej Finax. Prezes zarządu Europejskiej Federacji Doradców Finansowych EFFP Polska. Kierownik międzyuczelnianego grantu badawczego realizowanego w latach 2022-2024 pt. Sektor LendTech i zjawisko wykluczenia kredytowego w dobie zrównoważonych finansów – zależności, konsekwencje, rekomendacje. Członek Prezydium Komitetu Głównego Ogólnopolskiej Olimpiady Wiedzy o Finansach „Finansomania”. Członek Doradczego Komitetu Naukowego przy Rzeczniku Finansowym w latach 2023-2026. Na macierzystej uczelni pełni funkcję kierownika studiów podyplomowych: Bankowość i doradztwo finansowe oraz Technologie finansowe (FinTech).

## Ważniejsze publikacje

### Monografie
- Pośrednictwo kredytowe w Polsce, Wydawnictwo CeDeWu, Warszawa 2010.
- Doradztwo finansowe w Polsce, Wydawnictwo CeDeWu, Warszawa 2010.

### Monografie (redakcja)
- (współredaktor) Instytucje parabankowe na rynku usług bankowych w Polsce, Wydawnictwo CeDeWu, Warszawa 2012.
- (współredaktor) Ryzyko w działalności gospodarczej. Finansowanie małych i średnich przedsiębiorstw w okresie zagrożenia kryzysem, Wydawnictwo Uniwersytetu Ekonomicznego w Poznaniu, Poznań 2012.
- (współredaktor) Fundusze poręczeniowe i pożyczkowe w finansowym wspieraniu sektora mikro-, małych i średnich przedsiębiorstw w Polsce, CeDeWu, Warszawa 2014.
- (współautor) Europejska unia rynków kapitałowych. Perspektywa finansowania przedsiębiorstw w Polsce, CeDeWu, Warszawa 2015.
- Model doradztwa w obszarze finansów osobistych w Polsce na tle doświadczeń międzynarodowych, Wydawnictwo Uniwersytetu Ekonomicznego w Poznaniu, Poznań 2016.
- Rynek pozabankowych pożyczek konsumenckich w Polsce, CeDeWu, Warszawa 2017.
- (redaktor) Społeczna odpowiedzialność instytucji finansowych. Perspektywa banków, pośredników i doradców finansowych, CeDeWu, Warszawa 2017.
- (redaktor) Społeczna odpowiedzialność instytucji finansowych - od teorii do praktyki, CeDeWu, Warszawa 2018.
- (współautor) Instytucje bankowe i niebankowe na rynku detalicznych usług finansowych w Polsce, CeDeWu, Warszawa 2019.
- (redaktor) Społeczna odpowiedzialność biznesu jako instrument budowania reputacji i zaufania do instytucji finansowych, CeDeWu, Warszawa 2020.
- (współautor) Całościowe zarządzanie ryzykiem systemowym. Pandemia COVID-19, wyd. edu-Libri, Kraków 2020, ISBN 978-83-66395-03-9.
- (współautor) Holistic management of the COVID-19 pandemic, wyd. edu-Libri, Kraków 2021, ISBN 978-83-66395-16-9.
- (współautor) Modern technologies in financial advice and personal financial planning, CeDeWu, Warszawa 2022.

## Nagrody i wyróżnienia
Otrzymał Nagrodę Prezesa PAN w ramach X edycji Konkursu Komitetu Nauk o Finansach PAN w 2017 r. za wybitne osiągnięcia w zakresie finansów. Był także nominowany do nagrody Beta 2017 za wybitne osiągnięcia w zakresie zarządzania finansami.  